# Casa de l'Obac (Vacarisses)
La Casa de l'Obac és una masia del municipi de Vacarisses (Vallès Occidental) inclosa en l'Inventari del Patrimoni Arquitectònic de Catalunya. Curiosament la mateixa casa està inventariada amb dos identificadors diferents.

## Descripció
Està situada en un turó, domina tota la serralada que va prendre el nom de Serra de l'Obac. Té adossats altres cossos annexes dedicats a les feines agrícoles. La masia de planta rectangular, gairebé quadrada. La seva fisonomia recorda l'arquitectura de casal de finals del segle xviii, la façana tractada amb esgrafiat i el dibuix dels emmarcaments i cantoneres amb tonalitat de color diferent a la resta de la pintura. És un edifici que consta de planta baixa i dos pisos, amb una disposició simètrica i harmònica de les obertures que en els pisos, són balcons amb baranes de ferro. Hi ha restes d'un rellotge de sol esgrafiat i ràfec poc pronunciat.
Té també una capella particular. Una motllura en ressalt separa els registres dels pisos. Es tracta de la Capella particular del Casal de l'Obac. És de planta rectangular coberta a quatre vessants i cap a la zona de la capçalera té un eixamplament a cada costat, formant com petites capelles o cossos laterals, la qual cosa dona com a resultat un cos avançat. La façana principal té una porta d'entrada rectangular d'estil classicista: pilars adossats, capitells i frontó triangular al capdamunt amb motllures ressaltades. Dalt hi ha un òcul de forma circular. A la part superior, s'aprecia un coronament arrodonit i ressaltat per una motllura amb decoració de dentellols. Damunt la capçalera, sobresurt una torre -cimbori amb teulada a quatre vessants.

## Història
És un casal d'antiga tradició a la contrada, successiu de la masia de l'Obac Vell, i que va donar nom a la serra de l'Obac.